# 信濃平駅
信濃平駅（しなのたいらえき）は、長野県飯山市大字常盤にある、東日本旅客鉄道（JR東日本）飯山線の駅である。

## 歴史
- 1923年（大正12年）7月6日：飯山鉄道の信州平駅（しんしゅうたいらえき）として開業[1][3]。
- 1944年（昭和19年）6月1日：国有化により、運輸通信省（のちの日本国有鉄道）飯山線の駅となる。同時に信濃平駅に改称[1][3]。
- 1970年（昭和45年）12月7日：貨物および荷物の扱いを廃止[4]。行き違い設備を廃止し、棒線化[5]。
- 1971年（昭和46年）3月1日：無人駅となる[6]。
- 1987年（昭和62年）4月1日：国鉄分割民営化により、東日本旅客鉄道の駅となる[3]。

## 駅構造
長野方面に向かって右側にある単式ホーム1面1線を持つ地上駅である。かつては旅客ホームは交換設備を持つ島式1面2線で、さらに駅舎側に貨物用の単式ホームがあった。貨物ホーム跡は現在駐車場となっている。
飯山駅管理の無人駅である。駅舎は有蓋緩急車（ワフ29737）を改造して設置されている。

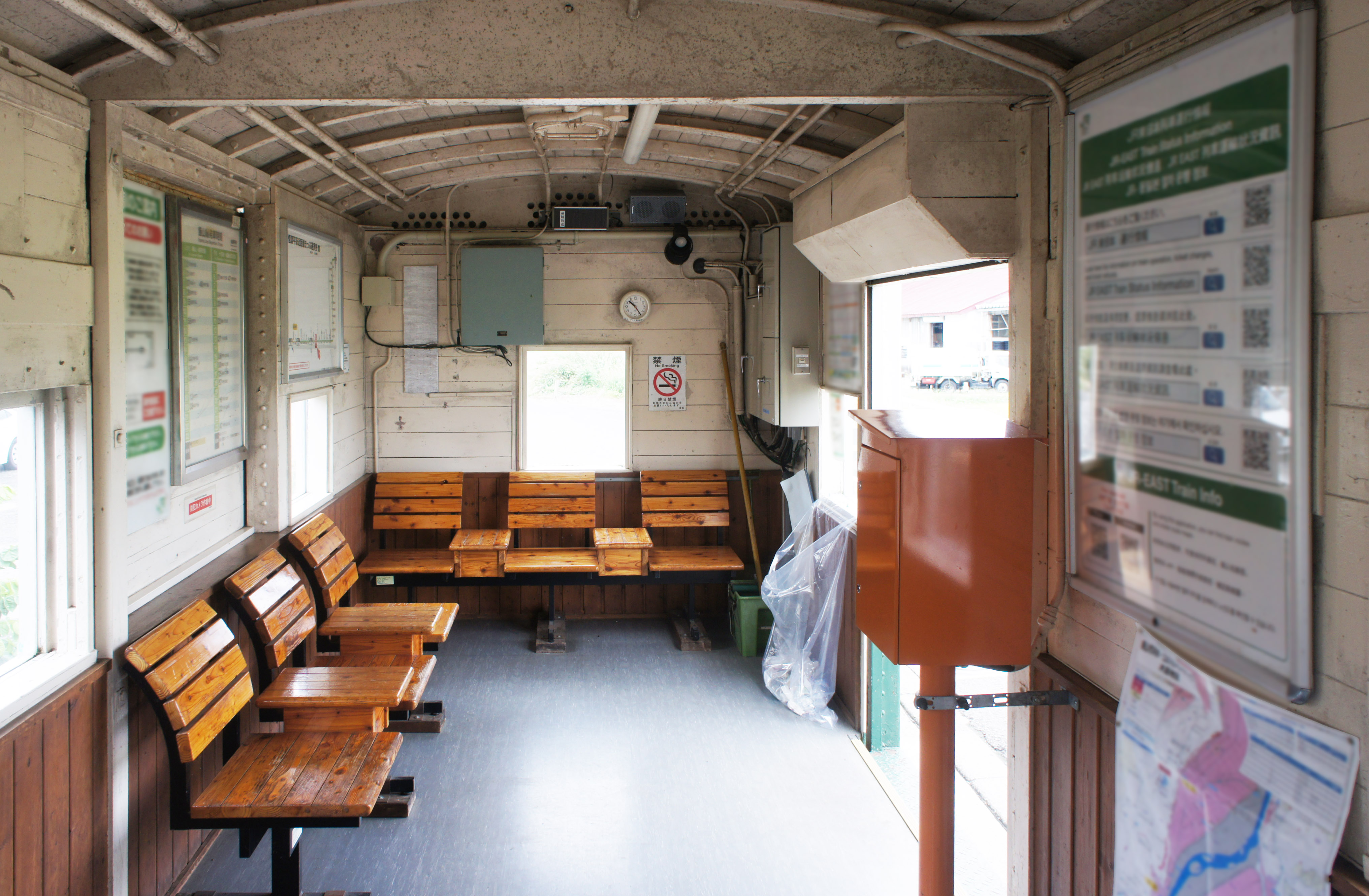
待合室（2021年9月）
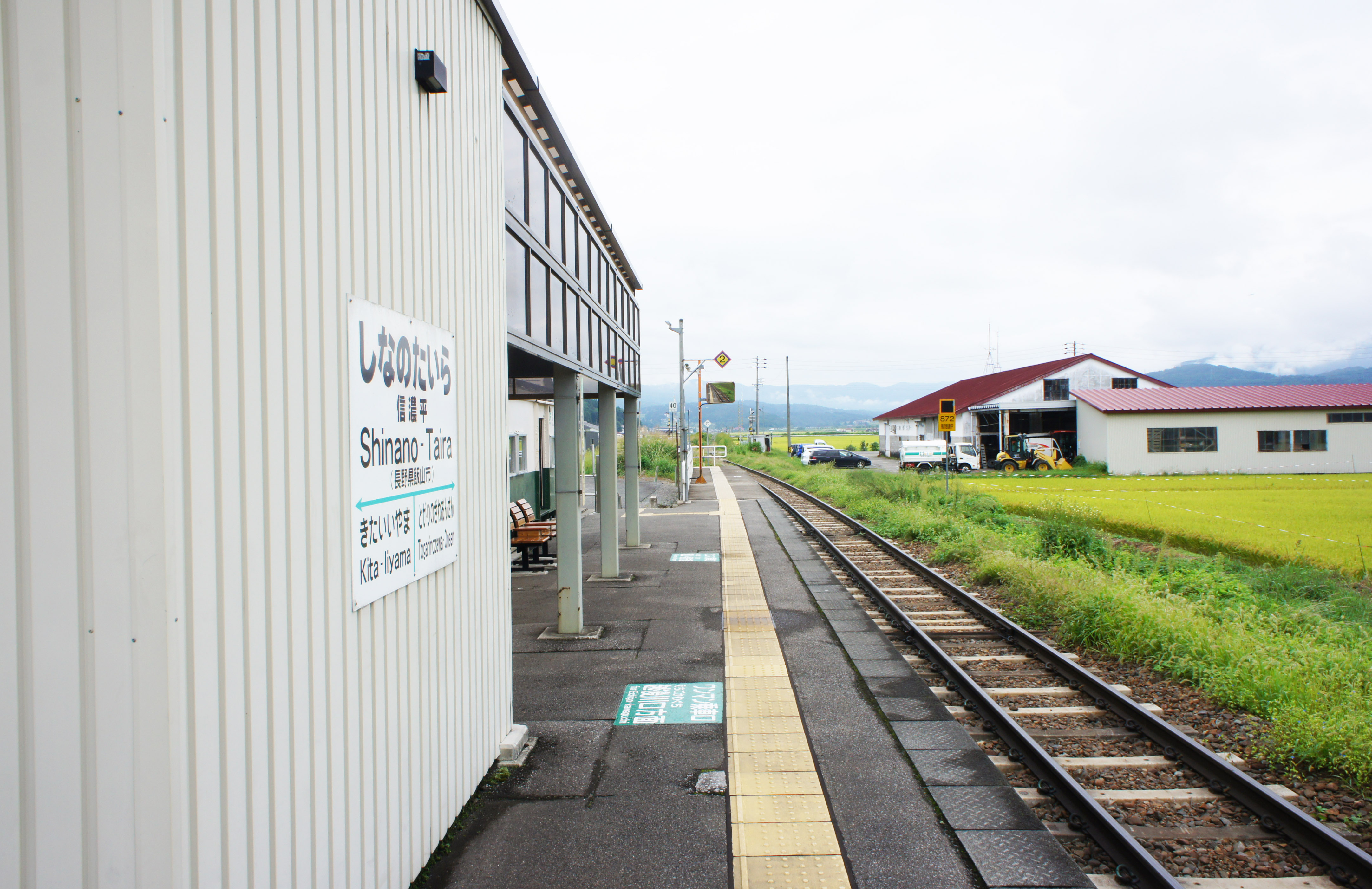
ホーム（2021年9月）

## 利用状況
「長野県統計書」によると、2009年度（平成21年度）- 2011年度（平成23年度）の1日平均乗車人員の推移は以下のとおりであった。
| 乗車人員推移       | 乗車人員推移     | 乗車人員推移 |
| 年度               | 1日平均 乗車人員 | 出典         |
| ------------------ | ---------------- | ------------ |
| 2009年（平成21年） | 75               | [ 2 ]        |
| 2010年（平成22年） | 70               | [ 8 ]        |
| 2011年（平成23年） | 72               | [ 9 ]        |

## 駅周辺
周辺は田園地帯となっている。
- 飯山市立常盤小学校
- 千曲川
- 国道117号
- 黒岩山
- ながの農業協同組合みゆき農業機械センター[1]
- 道の駅花の駅 千曲川[2]

## 隣の駅
東日本旅客鉄道（JR東日本）
■飯山線
北飯山駅 - 信濃平駅 - 戸狩野沢温泉駅